# Julian Ballenstedt
Julian Roman Ballenstedt (* 12. Oktober 1881 in Posen; † 27. April 1958 ebenda) war ein deutscher Architekt und Filmarchitekt beim Stummfilm.

## Leben
Der Architektensohn durchlief ein humanistisches Gymnasium, ehe er Architektur zu studieren begann. Zuvor hatte er das Baugewerbe auch von der praktischen Seite kennengelernt. Ballenstedt, seit 1911 verheiratet, war als Architekt mit dem Bau von Wohn- und Geschäftshäusern, Villen, Fabrikanlagen, Verwaltungsgebäuden und Hotels beschäftigt. Sein Hauptarbeitsgebiet lag dabei in Süddeutschland.
Seit 1918 in Berlin ansässig, knüpfte er im darauf folgenden Jahr erstmals Kontakt zur Filmbranche. In den kommenden fünf Jahren gestaltete er die Kulissen zu einer Fülle von überwiegend wenig bedeutenden Unterhaltungsfilmproduktionen kleinerer Gesellschaften. Dabei kam es mehrfach zu Kooperationen mit den Regisseuren Carl Boese und Franz Hofer. Bereits 1924 verließ er das Filmgeschäft und arbeitete seitdem nur noch als Architekt. Über seinen Verbleib ist nichts bekannt.

## Filmografie
- 1919: Der Tintenfischklub
- 1919: Die Sumpfhanne
- 1920: Fata Morgana
- 1920: Schiffe und Menschen
- 1920: Johann Baptiste Lingg
- 1920: Der Riesenschmuggel
- 1920: Der Dämon von Kolno
- 1920: Der Todfeind
- 1920: Das Floß der Toten
- 1921: Die Gebieterin von St. Tropez
- 1921: Die Geschichte des grauen Hauses (4 Teile)
- 1921: Das Geheimnis der Santa Maria
- 1921: Der Gang durch die Hölle
- 1921: Wege des Lasters
- 1921: Der Abenteurer
- 1921: Am roten Kliff
- 1922: Die Glocke, 2. Teil
- 1922: Das Geheimnis von Schloß Ronay
- 1923: Friedrich Schiller
- 1923: Frühlingserwachen
- 1923: Die närrische Wette des Lord Aldini
- 1924: Lord Reginalds Derbyritt
- 1924: Der Aufstieg der kleinen Lilian